# Lagune von Narta
Die Lagune von Narta (albanisch Laguna e Nartës) ist eine Lagune an der albanischen Adriaküste nordwestlich von Vlora.
Am südwestlichen Ende der Lagune befindet sich das Dorf Zvërnec, am südöstlichen das Dorf Narta, das namensgebend war. Das Gebiet ist Teil des 194 Quadratkilometer großen Landschaftsschutzgebiets Vjosa-Narta.

## Geographie
Die rund 45 Quadratkilometer große Lagune liegt am südlichen Ende der Myzeqe-Ebene. Ein meist schmaler Sandstreifen im Nordwesten trennt die Lagune vom Meer. Im südwestlichen Bereich ist er zum Teil leicht hügelig – hier fällt die Nehrung mancherorts in Klippen zum Meer ab, das im Süden in die Bucht von Vlora übergeht. Im Westen und Nordwesten finden sich Sanddünen. Ein kleines Gebiet davon wurde zum Naturdenkmal erklärt. Beim Kap Daljan liegt ein sumpfiges Feuchtgebiet mit einem kleinen Lagunensee auf dem Landstreifen.
Gebildet wurde die Lagune an der flachen Küste durch Ablagerungen, die der Fluss Vjosa bei seiner Mündung einige Kilometer nördlich ins Meer trägt. Der Wasseraustausch mit dem Meer ist schlecht, die Verbindungskanäle versanden oft, so dass im Sommer oft weite Teile trockenfallen.
Zwei schmale Kanäle von 200 und 800 Metern Länge verbinden die Lagune mit dem Meer. Bei Zvërnec befinden sich zwei kleine Inseln, die zusammen eine Fläche von rund sieben Hektar haben. Die kleinere Ishull i Karakonjishtit (14 m ü. A., auch Ishull i Dajlanit) weist nur eine karge Vegetation auf. Die größere Ishull i Zvërnecit (31 m ü. A.) ist mit mächtigen Zypressen bewaldet. Sie hat eine Länge von 340 Metern, eine Breite von fast 300 Metern und liegt rund 250 Meter vom Ufer entfernt und ist über einen Holzsteg erschlossen. Im 13. Jahrhundert wurde auf der Insel Zvërnec ein orthodoxes Kloster gegründet. Erhalten ist noch die kleine Marienkirche aus dem 13. oder 14. Jahrhundert.

## Nutzung
In der Lagune werden Muscheln und Fische gefangen.
Das nördliche Drittel der Lagune (15 Quadratkilometer) ist durch einen Damm vom Rest abgetrennt und wird als Saline (albanisch kripora e Skrofotinës) genutzt. Der Salzgehalt des Wassers in der Lagune erreicht bis zu 7 %.

„Ein der Camargue in Südfrankreich ähnliches Naturparadies ist die Lagune von Narta, nördlich der Küstenstadt Vlora. Dort wird auf traditionelle Weise Salz gewonnen, und das Meer liefert auch den frischen Fisch, den man an der Küste auftischt.“

Gleich nördlich der Lagune plant die albanische Regierung den Bau eines Flughafens für Vlora. Die Kommission von der Leyen I beurteilte den Bau eines Flughafens im Landschaftsschutzgebiet als Verletzung von nationalen Gesetze und internationalen Vereinbarungen.

## Tierwelt

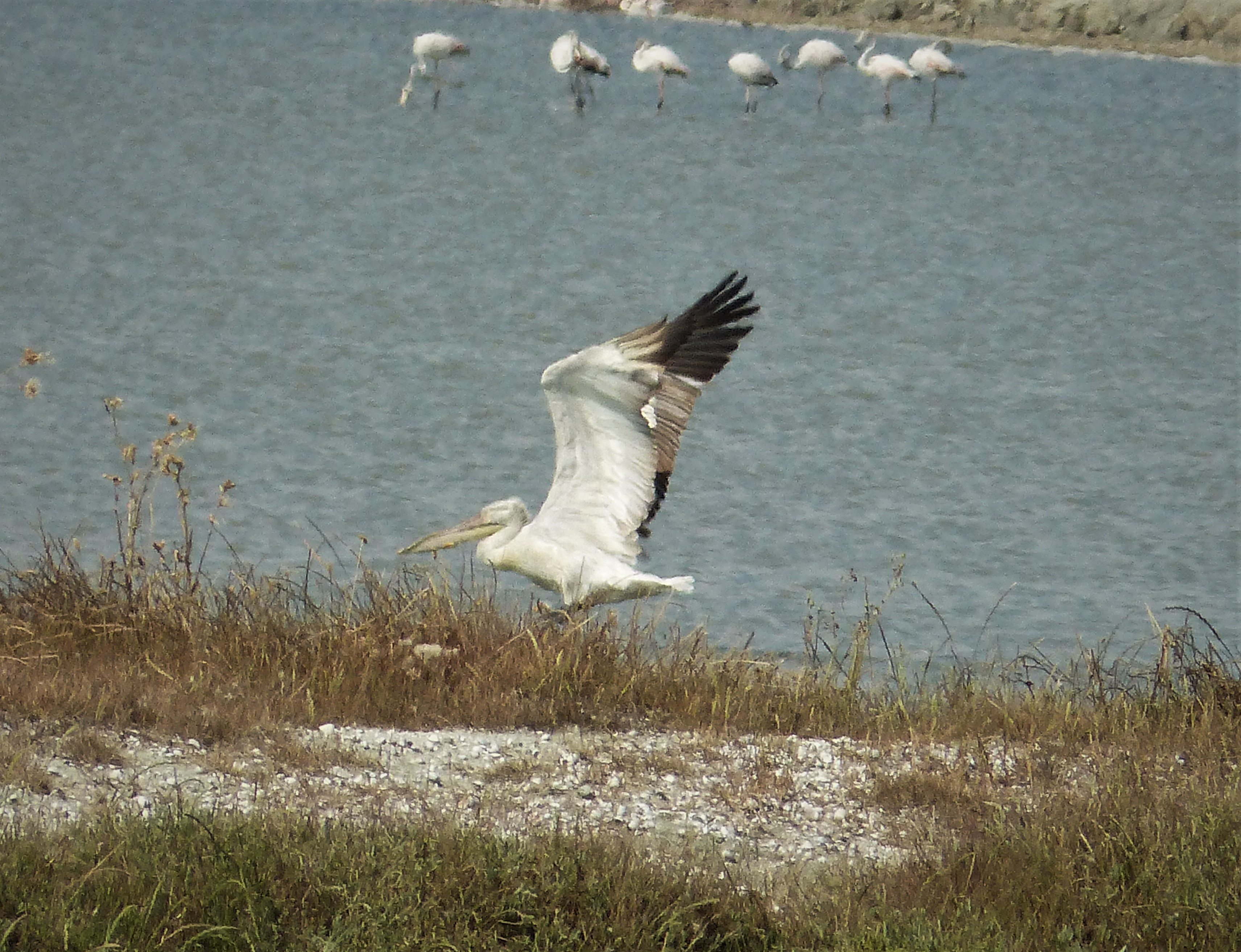
Pelikan und im Hintergrund Flamingos in der Lagune von Narta

In der Lagune kommen 32 verschiedene Weichtierarten, Tintenfische, Mittelmeer Strandkrabbe (Carcinus mediterraneus) und Muscheln vor. Häufige Fischarten sind Aal, Mittelmeerkärpfling (Aphanius spp.), Kleiner und Großer Ährenfisch, Dicklippige und Dünnlippige Meeräsche, Springmeeräsche, Großkopfmeeräsche, Europäischer und Gefleckter Wolfsbarsch, Ringelbrasse, Geißbrasse, Zweibindenbrasse, Guppy, Marmorbrasse, Bandbrasse, Goldbrasse, Nagelrochen und Seezunge.
Die Narta-Lagune ist eines der bedeutendsten Feuchtgebiete und Überwinterungsgebiete für Wasservögel in Albanien. Besonders häufig sind Enten und Blässhühner. In der Lagune überwintern Krauskopfpelikan, Flamingos, Spießenten, Schellenten, Seeregenpfeifer, Korallenmöwen, Dünnschnabel-Brachvögel, Kiebitzregenpfeifer und Brandgänse. Es wurden in der Region 62 Vogelarten nachgewiesen.